# Ahmed Gadafi al-Qashi
Ahmed al-Gadafi al-Qahsi era el primo del exlíder libio Muamar el Gadafi y coronel de la Yamahiriya.
En 2006, se casó con la hija de Gadafi Aisha. 
De acuerdo con la familia Gadafi, Qahsi, que luchó con en el Ejército Libio, fue asesinado en el 26 de julio de 2011 en un bombardeo de la OTAN (véase Intervención militar en Libia de 2011) al compuesto Gadafi durante la rebelión en Libia de 2011.
Su cuarta hija, Safia, nació en Argelia, donde su mujer, Aisha, huyó de allí con sus hermanos Hanibal y Mohamed después de la Batalla de Trípoli.